# Nogosari (Sukosari)
Nogosari is een bestuurslaag in het regentschap Bondowoso van de provincie Oost-Java, Indonesië. Nogosari telt 3945 inwoners (volkstelling 2010).